# 高津川 (千葉県)
高津川（たかつがわ）は、千葉県の主に八千代市を流れる利根川水系・花見川（印旛放水路）支流の河川である。

## 流路と名称
習志野市東習志野西部を上流端とし、東習志野工業団地内を東へ流れる。八千代市内に入ると南西部から北東へ上り、陸上自衛隊習志野駐屯地の端を流れる。八千代2号幹線と合流する高津東付近で向きを変え南東部へ降り、京成本線を潜る。芦太川と合流し大和田付近より千葉市花見川区との境界付近を流れ印旛放水路（花見川）へ注ぐ。
実際は習志野市内も含め「八千代都市下水路」という名称の都市下水路であり普通河川として扱われることもない。なお、1983年（昭和58年）1月に都市計画決定の変更で公共下水道の雨水幹線に編入されたため、現在は「八千代1号幹線」という名称が使われることが多い。公の場を除けば、「高津川」の名称が一般的である。

## 環境
流域では市街化の進行により水害が起きたため河川改修が行われ、2000年（平成12年）度に完了した。調整池の整備も行われている。
また長年に渡り流域の八千代台西・北周辺ではユスリカの大量発生に悩まされてきた。堆積物沈殿によりそこに自生した藻が原因であるため、泥溜め升の整備や汚泥の除去を行うなどの対策がなされ、現在では見られなくなった。水質に関しても、2003年（平成15年）時点でかなり高かったBOD値が現在ではかなり改善している。

## 支流
芦太川
高津川に同じく「芦太下水路」が正式名称で、公共ではなく一般の雨水排水路（芦太幹線）。八千代市と千葉市花見川区の市境で、八千代市立八千代台東第二小学校より上流部は暗渠化されている。
深作雨水幹線
京成本線に沿って流れるが全区間が暗渠である。
八千代2号幹線
船橋市習志野付近を水源とし、陸上自衛隊習志野演習場内を流れる。河川名は定まっていない。

## 参考資料
- 印旛放水路の改修の状況について
- 平成20年6月第2回定例会（八千代市議会会議録第3号） - ユスリカ被害について